# Kingstown (Maryland)
Kingstown és una concentració de població designada pel cens dels Estats Units a l'estat de Maryland. Segons el cens del 2000 tenia 1.644 habitants.

## Demografia
Segons el cens del 2000, Kingstown tenia 1.644 habitants, 668 habitatges, i 486 famílies. La densitat de població era de 283,4 habitants/km².
Dels 668 habitatges en un 31,1% hi vivien nens de menys de 18 anys, en un 60,6% hi vivien parelles casades, en un 10,2% dones solteres, i en un 27,2% no eren unitats familiars. En el 22,9% dels habitatges hi vivien persones soles el 10,9% de les quals corresponia a persones de 65 anys o més que vivien soles. El nombre mitjà de persones vivint en cada habitatge era de 2,46 i el nombre mitjà de persones que vivien en cada família era de 2,88.
Per edats la població es repartia de la següent manera: un 24,5% tenia menys de 18 anys, un 5,1% entre 18 i 24, un 24,9% entre 25 i 44, un 27,1% de 45 a 60 i un 18,4% 65 anys o més.
L'edat mediana era de 42 anys. Per cada 100 dones de 18 o més anys hi havia 88,6 homes.
La renda mediana per habitatge era de 49.539 $ i la renda mediana per família de 59.063 $. Els homes tenien una renda mediana de 40.820 $ mentre que les dones 26.167 $. La renda per capita de la població era de 26.616 $. Entorn de l'1,3% de les famílies i el 4,2% de la població estaven per davall del llindar de pobresa.

## Poblacions més properes
El següent diagrama mostra les poblacions més properes.